# Carlos Feller
Carlos Feller (Carlos Felberbaum) (Złoczów, Segunda República Polaca, 30 de julio de 1922-Kempten, Alemania; 21 de diciembre de 2018) fue un bajo lírico argentino especializado en papeles "buffos".
Debutó en 1942 en un pequeño papel en Parsifal en el Teatro Colón de Buenos Aires. Participó en las temporadas del teatro de 1943, 1944,1945, 1946, en 1947 cantó el rey en Aída de Verdi y Fafner en El oro del Rhin dirigido por Erich Kleiber el que se convirtió en su mentor. Con el mismo director interpretó en 1948, el Alberico de El ocaso de los dioses y Don Alfonso en Cosí fan tutte.
En 1950 y 1953 Don Fernando en Fidelio ambas bajo Karl Böhm. Fue un baluarte de la Ópera de cámara del Teatro Colón hasta 1958. Su última actuación fue Don Bartolo en 1992 en Las bodas de Fígaro y como Mirka Zeta en La viuda alegre en 2001 a los 76 años de edad.
Especializado en papeles cómicos de Mozart y Rossini, desarrolló una carrera internacional especialmente en Europa donde se destacó en Falstaff, Cosí fan tutte, La gazza ladra, Le nozze di Figaro y Il barbiere di Siviglia junto a Cecilia Bartoli (1988), trabajando con directores de la talla de Daniel Barenboim, Herbert von Karajan, James Levine y Jeffrey Tate.
En el Metropolitan Opera House de Nueva York debutó en 1988 como Don Alfonso junto a Kiri Te Kanawa y Dawn Upshaw regresando en 1991 en El barbero de Sevilla como Don Bartolo dirigido por Julius Rudel.